# Марко Антоніо Родрігес
Марко Антоніо Родрігес Морено (ісп. Marco Antonio Rodríguez Moreno, 10 листопада 1973, Мехіко, Мексика) — мексиканський футбольний арбітр. Родрігес має репутацію жорсткого арбітра, який не вагається, пред'являючи жовті та червоні картки. Має прізвисько Чікідракула, що самому Родрігесу, глибоко віруючій людині, дуже не подобається.
У вільний від суддівства час працює вчителем фізкультури. Володіє іспанською та англійською мовами. Захоплюється музикою, велоспортом, плаванням та читанням Біблії. Викладав у спортивному вузі, але потім став священником.

## Кар'єра арбітра
Арбітр ФІФА, судить міжнародні матчі з 1999 року.
2004 року був одним з арбітрів Кубку Америки в Перу, де відсудив три матчі, в тому числі півфінал турніру між збірними Бразилії і Уругваю.
З 2005 року стабільно залучається до суддівства матчів Золотого кубку КОНКАКАФ.
Один з арбітрів розіграшу фінальної стадії чемпіонату світу 2006 року в Німеччині, де підтвердив свою репутацію, показавши дві червоні картки та призначивши два пенальті в матчі групового етапу Кот-д'Івуар—Сербія та Чорногорія. Всього як головний арбітр відсудив два матчі групового етапу. Також тричі працював четвертим арбітром, у тому числі на поєдинку Україна — Туніс.
2007 року був арбітром двох матчів клубного чемпіонату світу, в тому числі і фінального матчу між аргентинською «Бокою Хуніорс» і італійським «Міланом» (2:4), де також показав дві червоні картки — Касі Каладзе та Пабло Ледесмі.
На наступному чемпіонаті світу 2010 року в ПАР також відсудив два матчі групового етапу, видаливши з поля австралійця Тіма Кегілла та чилійця Марка Естраду. Також на двох поєдинках працював четвертим арбітром, у тому числі на матчі за 3-тє місце між Уругваєм та Німеччиною.
Крім того обслуговував матчі молодіжного і юнацького чемпіонатів світу (2009 та 2013 рік відповідно), а також 2012 року вдруге в своїй кар'єрі був залучений до обслуговування матчів клубного чемпіонату світу.
На початку 2014 року, після ряду матчів північноамериканського відбіркового турніру до чемпіонату світу 2014 року, обраний одним з арбітрів чемпіонату світу з футболу 2014 року в Бразилії, де відсудив два матчі групового етапу і за традицією показав червону картку італійцю Клаудіо Маркізіо.